# Rosa Peñalver Pérez
Rosa Peñalver Pérez (San Javier, 3 de febrero de 1954) es una política española. 

## Biografía
Es miembro del PSOE y ha sido diputada de la Asamblea Regional de Murcia, de la que fue presidenta entre 2015 y 2019. Es licenciada en Geografía e Historia y diplomada en Biblioteconomía y Documentación y postgrado en Igualdad de Oportunidades. Recibió el Premio de la Unión Europea a un Proyecto de Innovación Educativa sobre Igualdad.